# Marlena Wesh
Marlena Wesh (ur. 16 lutego 1991 w Wirginii) – amerykańska lekkoatletka reprezentująca Haiti, sprinterka. 
Wesh urodziła się i wychowała w Stanach Zjednoczonych, lecz od 2011 roku reprezentuje Haiti, skąd pochodzą jej rodzice.
W 2011 startowała na mistrzostwach Ameryko Środkowej i Karaibów w Mayagüez, na których zajęła 8. miejsce w finale biegu na 400 metrów. Na tym też dystansie, zdobyła srebrny medal podczas młodzieżowych mistrzostw NACAC, rozegranych na początku lipca 2012 roku w Irapuato. Miesiąc później reprezentowała Haiti na igrzyskach olimpijskich w Londynie, na których dotarła do półfinału biegu na 400 metrów. Jest wielokrotną rekordzistką Haiti w biegach płaskich i płotkarskich.
Pełniła funkcję chorążego reprezentacji Haiti podczas ceremonii zamknięcia igrzysk olimpijskich w Londynie.
Jej bratem jest Darrell Wesh – reprezentujący USA sprinter.

## Osiągnięcia
| Rok  | Impreza                                  | Miejsce  | Konkurencja        | Lokata     | Wynik |
| ---- | ---------------------------------------- | -------- | ------------------ | ---------- | ----- |
| 2011 | Mistrzostwa Ameryki Środkowej i Karaibów | Mayagüez | bieg na 200 metrów | eliminacje | 24,08 |
| 2011 | Mistrzostwa Ameryki Środkowej i Karaibów | Mayagüez | bieg na 400 metrów | 8. miejsce | 54,49 |
| 2012 | Młodzieżowe mistrzostwa NACAC            | Irapuato | bieg na 400 metrów | 2. miejsce | 51,23 |
| 2012 | Igrzyska olimpijskie                     | Londyn   | bieg na 400 metrów | półfinał   | 52,49 |
| 2015 | Igrzyska panamerykańskie                 | Toronto  | bieg na 400 metrów | eliminacje | DNF   |

## Rekordy życiowe
- Bieg na 60 metrów (hala) – 7,65 (2011)
- Bieg na 100 metrów – 11,70 (2011)
- Bieg na 200 metrów – 23,06 (2012) – rekord Haiti.
- Bieg na 200 metrów (hala) – 23,47 (2011)
- Bieg na 400 metrów – 51,23 (2012) – rekord Haiti.
- Bieg na 400 metrów (hala) – 52,21 (2012) – rekord Haiti.
- Bieg na 400 metrów przez płotki – 57,49 (2011) – rekord Haiti.